# Legelsdorf
Legelsdorf, polnisch Ogiernicze ist eine Ortschaft in der Gemeinde Zülz (Biała) im Powiat Prudnicki (Kreis Neustadt O.S.) in der polnischen Woiwodschaft Oppeln.

## Geographie

### Geographische Lage
Das Straßendorf Legelsdorf liegt im Süden der historischen Region Oberschlesien. Der Ort liegt etwa neun Kilometer nordöstlich des Gemeindesitzes Zülz, etwa 19 Kilometer nordöstlich der Kreisstadt Prudnik und etwa 28 Kilometer südwestlich der Woiwodschaftshauptstadt Opole.
Krobusch liegt in der Nizina Śląska (Schlesische Tiefebene) innerhalb der Kotlina Raciborska (Ratiborer Becken). Östlich des Dorfes liegt der Landschaftspark des Schlosses Moschen.

### Nachbarorte
Nachbarorte von Legelsdorf sind im Westen Lonschnik (Łącznik), im Nordwesten Schelitz (Chrzelice), im Südosten Moschen (Moszna) und im Südwesten Dambine (Dębina).

## Geschichte

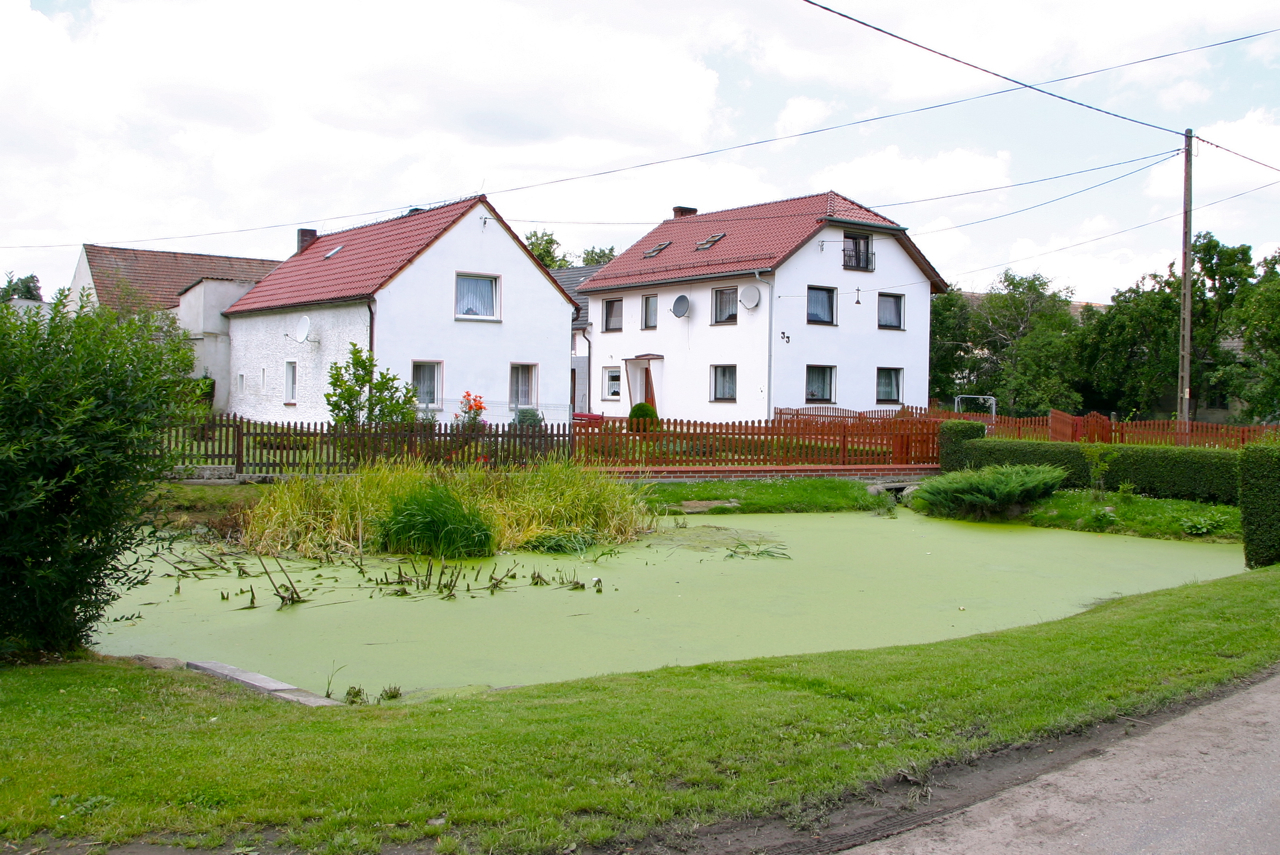
Ortsbild

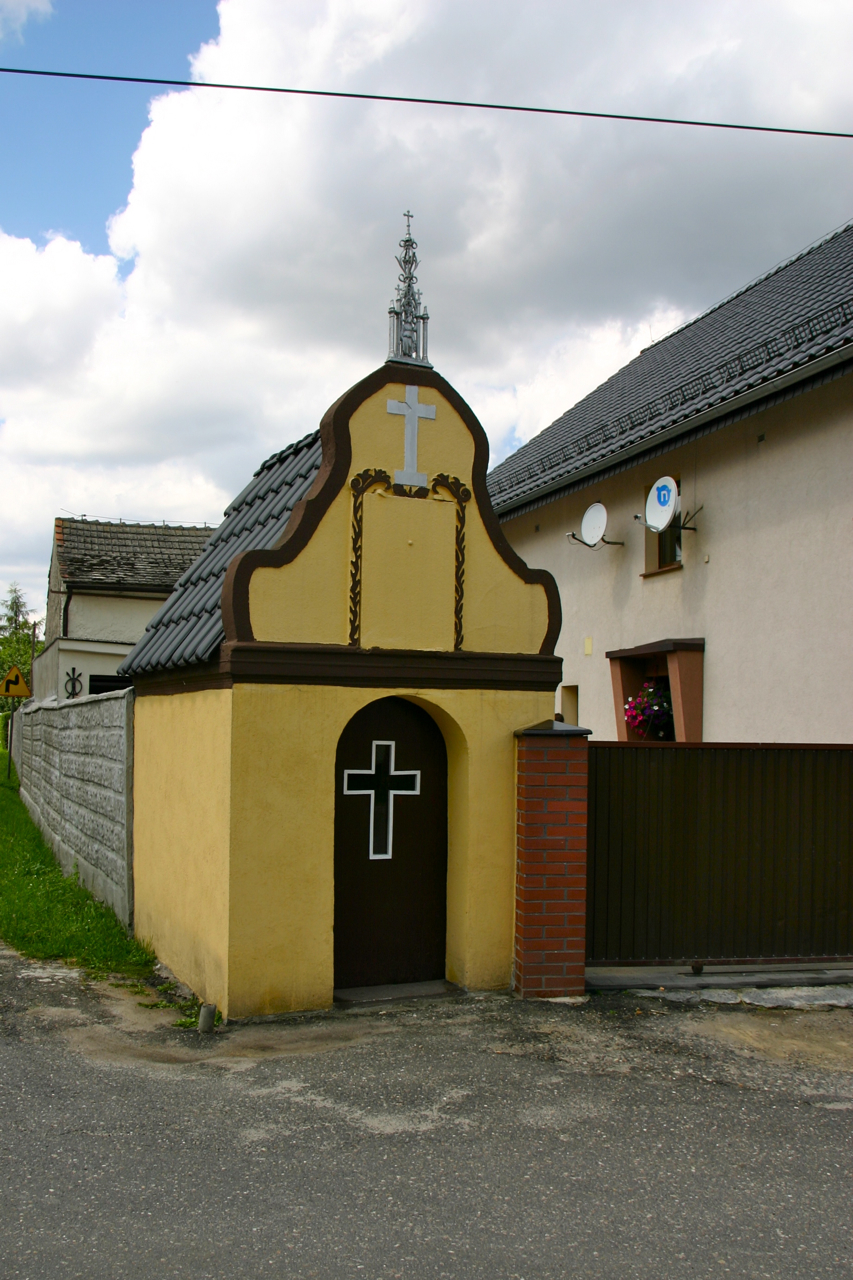
Wegekapelle

Der Ort wurde 1679 erstmals urkundlich als „ex villa Logewnice“ erwähnt.
Nach dem Ersten Schlesischen Krieg 1742 gelangte Legelsdorf mit dem größten Teil Schlesiens an Preußen.
Nach der Neuorganisation der Provinz Schlesien gehörte Legelsdorf ab 1816 zum Landkreis Neustadt O.S. im Regierungsbezirk Oppeln. 1845 zählte der Ort eine Scholtisei sowie weitere 33 Häuser. Im gleichen Jahr lebten in Legelsdorf 268 Menschen, allesamt katholisch. 1855 lebten 639 in Kohlsdorf. 1865 bestanden im Ort 12 Bauern-, 11 Gärtnerstellen und 8 Häuslerstellen. Eingeschult und eingepfarrt waren die Bewohner nach Lonschnik. 1874 wurde der Amtsbezirk Chrzelitz I gegründet, welcher aus den Landgemeinden Brzesnitz, Chrzelitz, Legelsdorf, Loncznik und Pogorz und die Gutsbezirke Brzesnitz Vorwerk, Fronzke und Chrzelitz bestand. 1885 zählte Legelsdorf 277 Einwohner.
Bei der Volksabstimmung in Oberschlesien am 20. März 1921 stimmten 132 Wahlberechtigte für einen Verbleib bei Deutschland und 61 für Polen. Legelsdorf verblieb beim Deutschen Reich. 1933 lebten im Ort 247 Menschen. 1939 zählte Legelsdorf 241 Einwohner. Bis 1945 befand sich der Ort im Landkreis Neustadt O.S.
1945 kam der bisher deutsche Ort unter polnische Verwaltung und wurde in Ogiernicze umbenannt und der Woiwodschaft Schlesien angeschlossen. 1950 kam der Ort zur Woiwodschaft Oppeln und seit 1999 gehört er zum Powiat Prudnicki. Am 6. März 2006 wurde in der Gemeinde Zülz, der Legelsdorf angehört, Deutsch als zweite Amtssprache eingeführt. Am 24. November 2008 erhielt der Ort zusätzlich den amtlichen deutschen Ortsnamen Legelsdorf.

## Sehenswürdigkeiten
- Steinerne Wegekapelle im barocken Stil mit einer steinernen Tafel zur Erinnerung an die Gefallenen des Ersten Weltkriegs
- Wegkreuze
- Glockenstuhl

## Vereine
- Freiwillige Feuerwehr OPS Ogiernicze